# Distrito electoral de Kongola
Kongola es un distrito electoral de la Región de Caprivi en Namibia. Su población es de 4.134. Está próximo al Río Kwando.
- Datos: Q2601348